# 绍约皮什珀基
绍约皮什珀基，是匈牙利包尔绍德-奥包乌伊-曾普伦州所辖的一个村。总面积9.45平方公里，总人口522，人口密度55.2人/平方公里（2011年1月1日）。